# BMW E53
| Sterne im Euro NCAP-Crashtest |

Der BMW E53 ist ein allradangetriebener PKW mit horizontal-mittig geteilter Heckklappe von BMW. Der E53 ist die erste Generation des BMW X5.
Das Fahrzeug, dessen Präsentation auf der NAIAS 1999 war, wurde im Herbst 1999 in den USA vorgestellt und war das erste von BMW angebotene (eingeschränkt) geländegängige Fahrzeug. Produziert wurde es in den USA in Greer (South Carolina). Nachdem das Fahrzeug bereits Ende 1999 in den USA bei den Händlern stand, kam es im Mai 2000 auch nach Deutschland. Diese erste X5-Serie wurde bis Ende 2006 produziert und ist somit Vorgänger des BMW E70, der ab März 2007 in Europa erhältlich war.

## Modellgeschichte

### Allgemeines
Der X5 gilt als „SUV“ (Sports Utility Vehicle); der Hersteller selbst bezeichnet den Wagen aber weder als „SUV“ noch als „Geländewagen“, sondern vermarktet den X5 als „SAV“ (Sports Activity Vehicle) – eine eigens für den X5 kreierte Kategorie von BMW. Eine im Herbst 2003 vorgestellte, kleinere Variante eines SAV ist der BMW X3 und seit Herbst 2009 auch der BMW X1.
Das Design stammt von Frank Stephenson, der vom Entwurf bis zum 1:1 Entwurf sechs Wochen Zeit bekam.
Der X5 hat eine selbsttragende Karosserie und einzeln aufgehängte Räder. Die fehlende Getriebeuntersetzung für das Gelände und das mehr für die Straße gedachte Motoren- und Getriebekonzept machen den X5 (wie auch den X3) für schwere Geländeeinsätze ungeeignet. Dafür gilt er als eher sportliches Fahrzeug unter den verschiedenen SUV-Modellen.

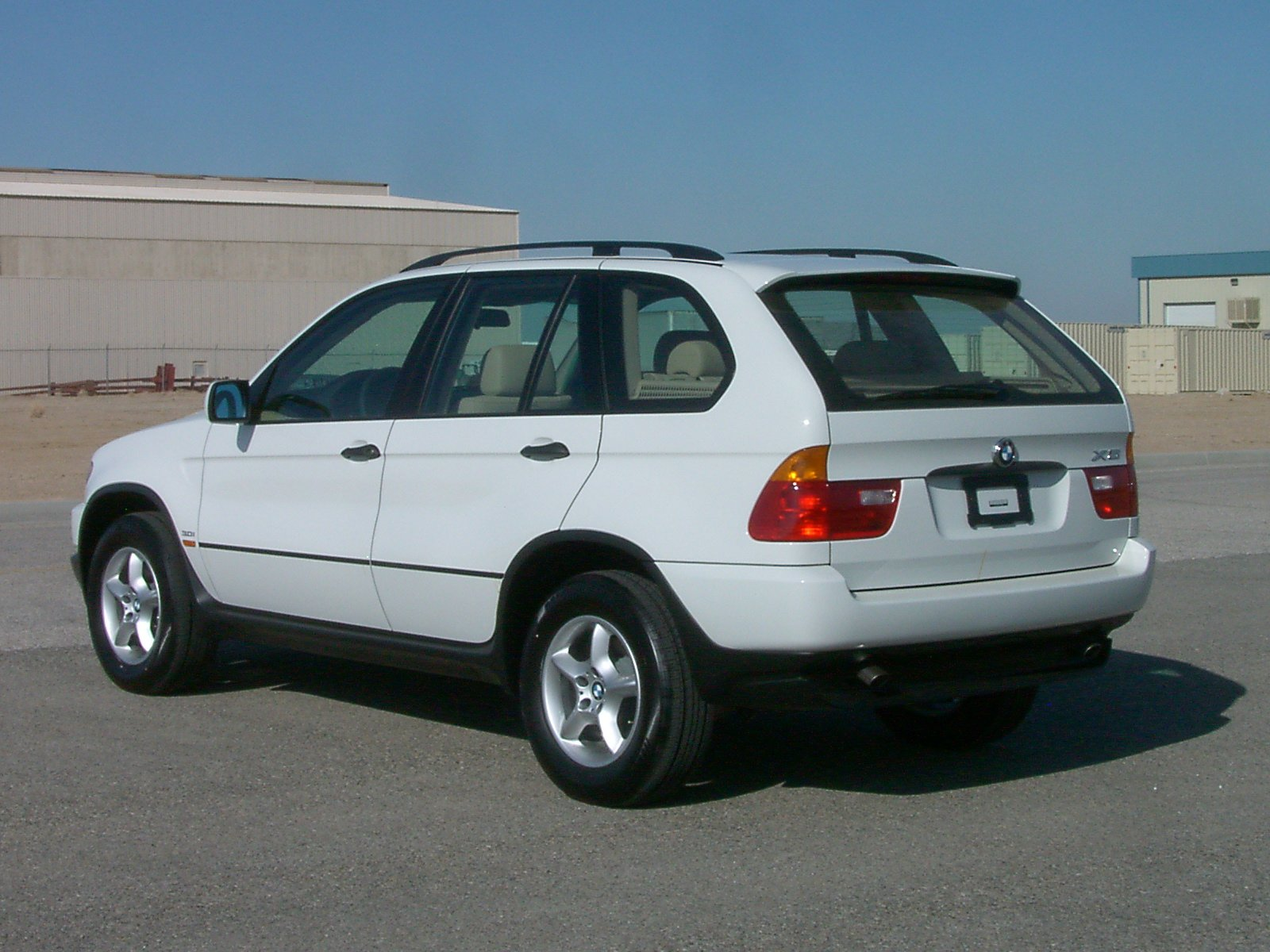
Heckansicht

### Modellpflege
Im September 2003, annähernd gleichzeitig mit der Einführung des in Österreich gefertigten X3, erhielt der X5 ein Facelift. Geändert wurden im Wesentlichen die Frontscheinwerfer, die Nebelscheinwerfer, der Kühlergrill sowie die Motorhaube und die Rückleuchten.

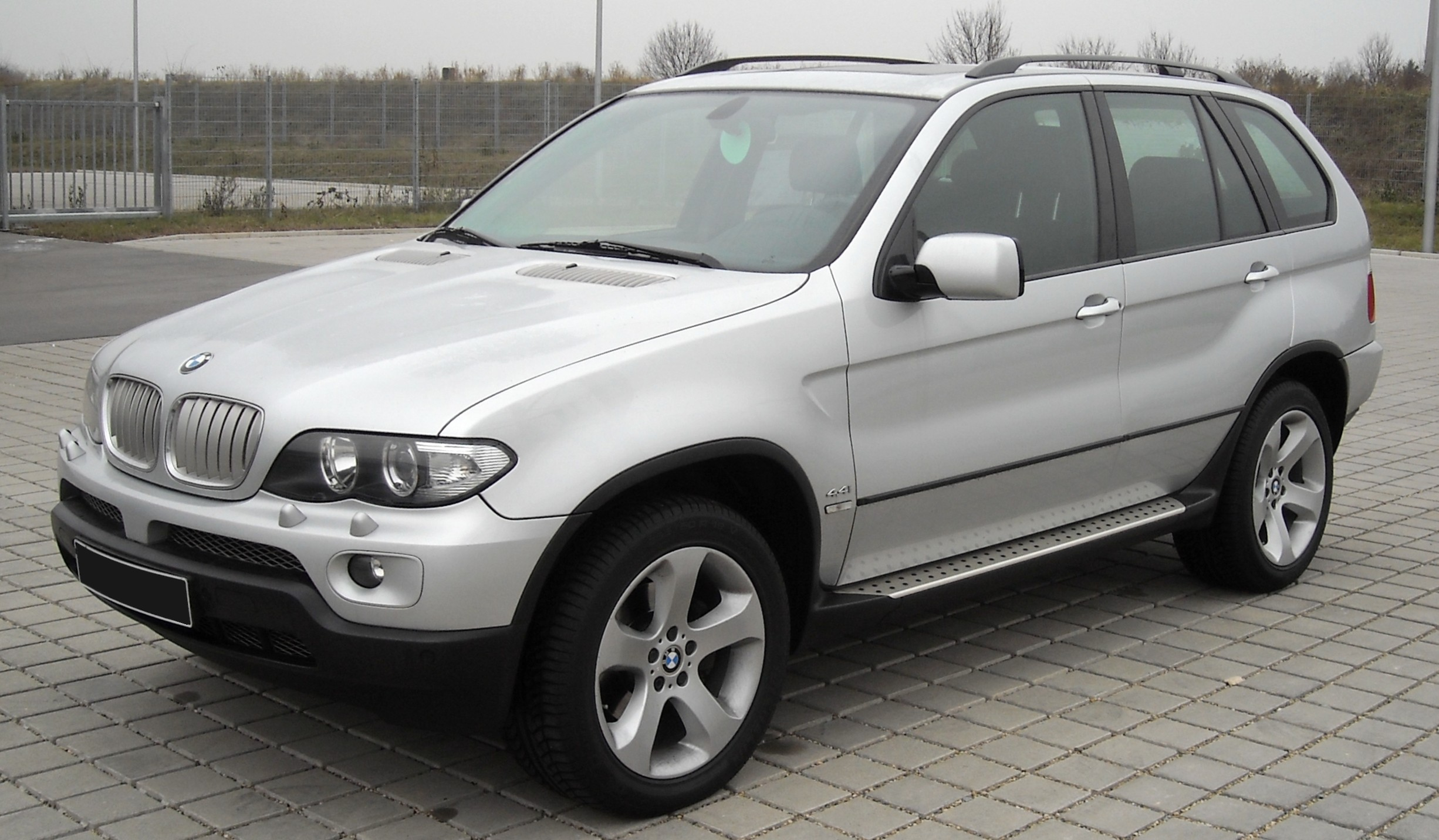
BMW X5 (2003–2006)
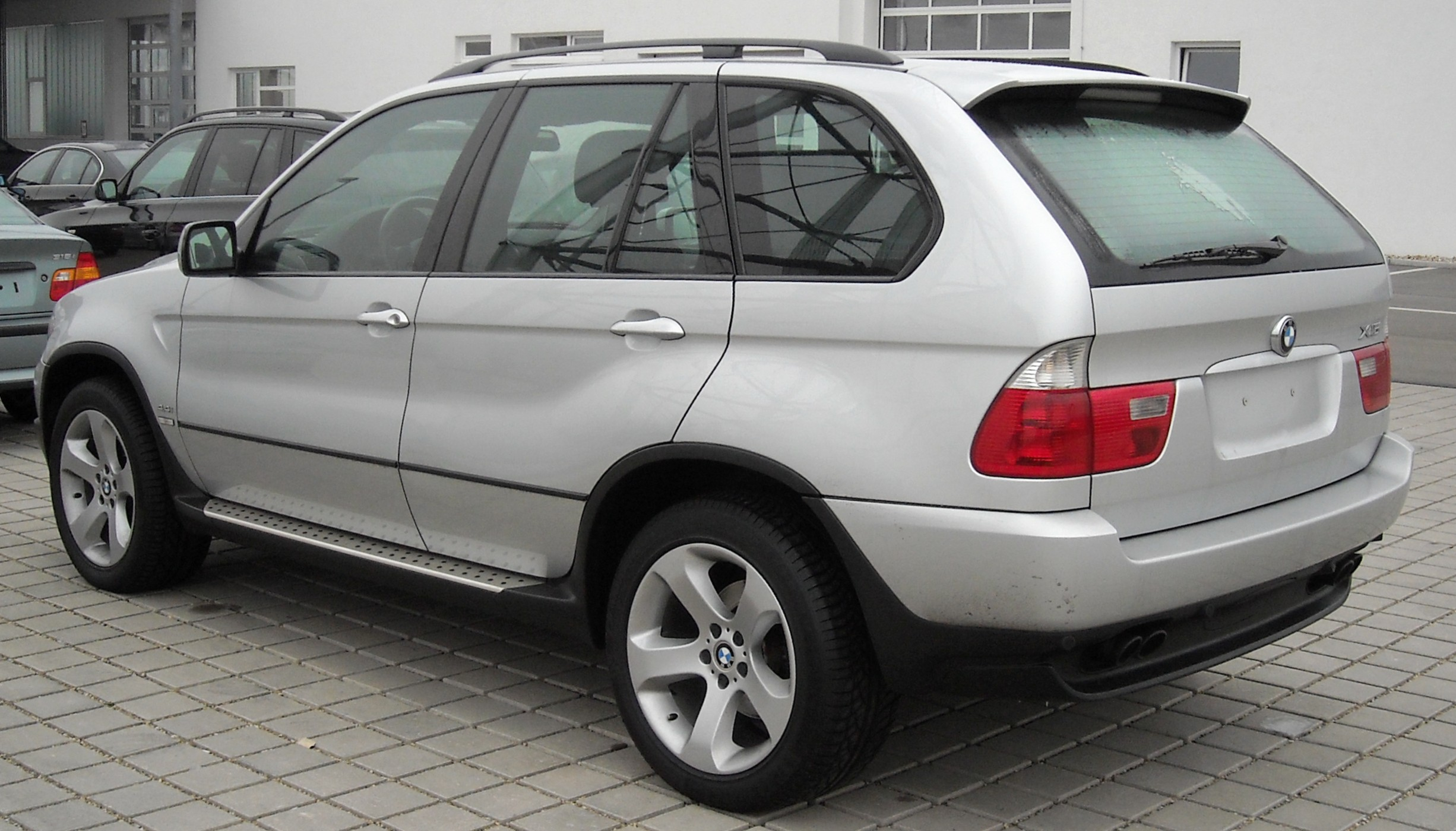
Zweigeteilte Heckklappe und L-förmige Rückleuchten

## Motorvarianten
Bei der Markteinführung wurde der BMW X5 nur mit zwei Motorvarianten angeboten:
- Reihensechszylinder, Ottomotor, 3,0 Liter Hubraum, 170 kW (231 PS), Modellbezeichnung 3.0i
- V-Motor mit acht Zylindern, Ottomotor, 4,4 Liter Hubraum, 210 kW (286 PS), Modellbezeichnung 4.4i

Bis Anfang 2002 wurde das Motorenangebot um zwei weitere Varianten ergänzt:
- Reihensechszylinder, Dieselmotor mit Turboaufladung und Common-Rail-Einspritzung, 3,0 Liter Hubraum, 135 kW (184 PS)
(Modellbezeichnung 3.0d)
- V8-Ottomotor, 4,6 Liter Hubraum, 255 kW (347 PS) (Modellbezeichnung 4.6is), als Vorlage dieses von BMW selbst produzierten Motors dient der M62B46TÜ aus dem Alpina B10 V8, mit dem er sich einige Komponenten teilt.

Im Oktober 2003 wurde im Rahmen einer Modellpflege der neue 4,4-l-V8-N62-Motor mit Valvetronic eingeführt, dieser ersetzte den alten M62-Motor des 4.4i mit 210 kW (286 PS). Die Leistung des BMW X5 4.4i stieg auf 235 kW (320 PS). Des Weiteren wurde der M57-Dieselmotor des BMW X5 3.0d technisch überarbeitet, erhielt nun die Common-Rail-Direkteinspritzung der zweiten Generation. Damit stieg die Leistung des BMW X5 3.0d auf 160 kW (218 PS). Ebenfalls wurde das verbesserte Allradsystem xDrive eingeführt.
Im April 2004 folgte mit dem X5 4.8is die neue Topvariante, welche den 4.6is ersetzte. Er basierte ebenfalls auf dem neuen V8-N62-Motor und erhielt einen größeren Hubraum (4799 statt 4398 cm³), den BMW 2005 auch beim 5er und 7er einführte.

## Technische Daten
| Modell | Motorcode | Hubraum  | Bauform/Zylinder | Motorart    | Leistung                     | Drehmoment               | vmax                    | Beschleunigung (0–100 km/h) (1) | Bauzeit         |
| ------ | --------- | -------- | ---------------- | ----------- | ---------------------------- | ------------------------ | ----------------------- | ------------------------------- | --------------- |
| 3.0i   | M54B30    | 2979 cm³ | R6               | Ottomotor   | 170 kW (231 PS) bei 5900/min | 300 Nm bei 3500/min      | 202 km/h (215 km/h) (2) | 8,5 s                           | 05/2000–09/2006 |
| 4.4i   | M62B44TÜ  | 4398 cm³ | V8               | Ottomotor   | 210 kW (286 PS) bei 5400/min | 440 Nm bei 3600/min      | 206 km/h (230 km/h) (2) | 7,5 s                           | 05/2000–09/2003 |
| 4.4i   | N62B44    | 4398 cm³ | V8               | Ottomotor   | 235 kW (320 PS) bei 6100/min | 440 Nm bei 3700/min      | 210 km/h (240 km/h) (2) | 7,0 s                           | 10/2003–09/2006 |
| 4.6is  | M62B46    | 4619 cm³ | V8               | Ottomotor   | 255 kW (347 PS) bei 5700/min | 480 Nm bei 3700/min      | 240 km/h                | 6,5 s                           | 02/2002–07/2003 |
| 4.8is  | N62B48    | 4799 cm³ | V8               | Ottomotor   | 265 kW (360 PS) bei 6200/min | 500 Nm bei 3500/min      | 246 km/h                | 6,1 s                           | 04/2004–09/2006 |
| 3.0d   | M57D30    | 2926 cm³ | R6               | Dieselmotor | 135 kW (184 PS) bei 4000/min | 410 Nm bei 2000–3000/min | 200 km/h                | 10,1 s                          | 04/2001–09/2003 |
| 3.0d   | M57D30TÜ  | 2993 cm³ | R6               | Dieselmotor | 160 kW (218 PS) bei 4000/min | 500 Nm bei 2000–2750/min | 210 km/h                | 8,3 s                           | 10/2003–09/2006 |

Die Produktion wurde im September 2006 eingestellt.
Im Herbst 2006 wurde der neue X5 (Baureihe E70) vorgestellt. In den USA wurde der E70 wegen der großen Nachfrage schon zum Jahresende 2006 eingeführt, während er in Europa ab März 2007 erhältlich war.

## Besonderheiten
- Als BMW X5 security war der BMW X5 auch als Sonderschutzfahrzeug der Widerstandsklasse B4 ab Werk lieferbar.

- Auf dem Genfer Auto-Salon 2000 zeigte BMW als Studie ein fahrbereites Einzelstück mit dem Namen X5 Le Mans[8][9] und dem BMW S70-V12-Motor mit 6,1 l Hubraum, der sich schon im BMW V12 LMR und im McLaren F1 bewährt hatte. Mit diesem Motor hatte BMW 1995 das Gesamtklassement der 24 Stunden von Le Mans gewonnen. Da kein Luftmengenbegrenzer nötig war, leistete er rund 515 kW (700 PS) und lieferte ein Drehmoment von 720 Nm bei 5000/min. Dies reichte für eine Beschleunigung von 4,7 Sekunden auf 100 km/h und eine Spitzengeschwindigkeit von über 300 km/h. Bis auf Innenraum, Fahrwerk, und Bremsen war das Fahrzeug seriennah. Die Nordschleife umrundete Hans Joachim Stuck mit diesem Fahrzeug in 7:49 Minuten. Noch Mitte der 1990er-Jahre war das Unterbieten der 8-Minuten-Grenze nur mit wenigen straßenzugelassenen Sportwagen möglich.

- Im Juni 2008 urteilte das Landgericht München, dass der chinesische Geländewagen Shuanghuan SCEO der Firma Red Star Auto Manufacturing Company eine Kopie des BMW X5 erster Generation darstellt, untersagte dem beklagten Importeur, diese Fahrzeuge im „geschäftlichen Verkehr in Deutschland“ anzubieten, und ordnete eine Vernichtung aller „Fahrzeuge mit einem bestimmten Aussehen“ an, die beim Beklagten in Besitz oder Eigentum standen (Az.: 4HK O 16807/07).[10]